# Клебань (Винницкая область)
Клеба́нь (укр. Клебань) — село на Украине, находится в Тульчинском районе Винницкой области.
Код КОАТУУ — 0524383201. Почтовый индекс — 23660. Телефонный код — 4335. Занимает площадь 5,89 км².

## Население
Население по переписи 2001 года составляет 2172 человека.

### Известные люди
- Григурко, Любовь Васильевна (род. 1971) — советская и украинская спортсменка и тренер.

## Адрес местного совета
23660, Винницкая область, Тульчинский р-н, с. Клебань, ул. Советская, 15, тел. 3-73-23.

## Галерея

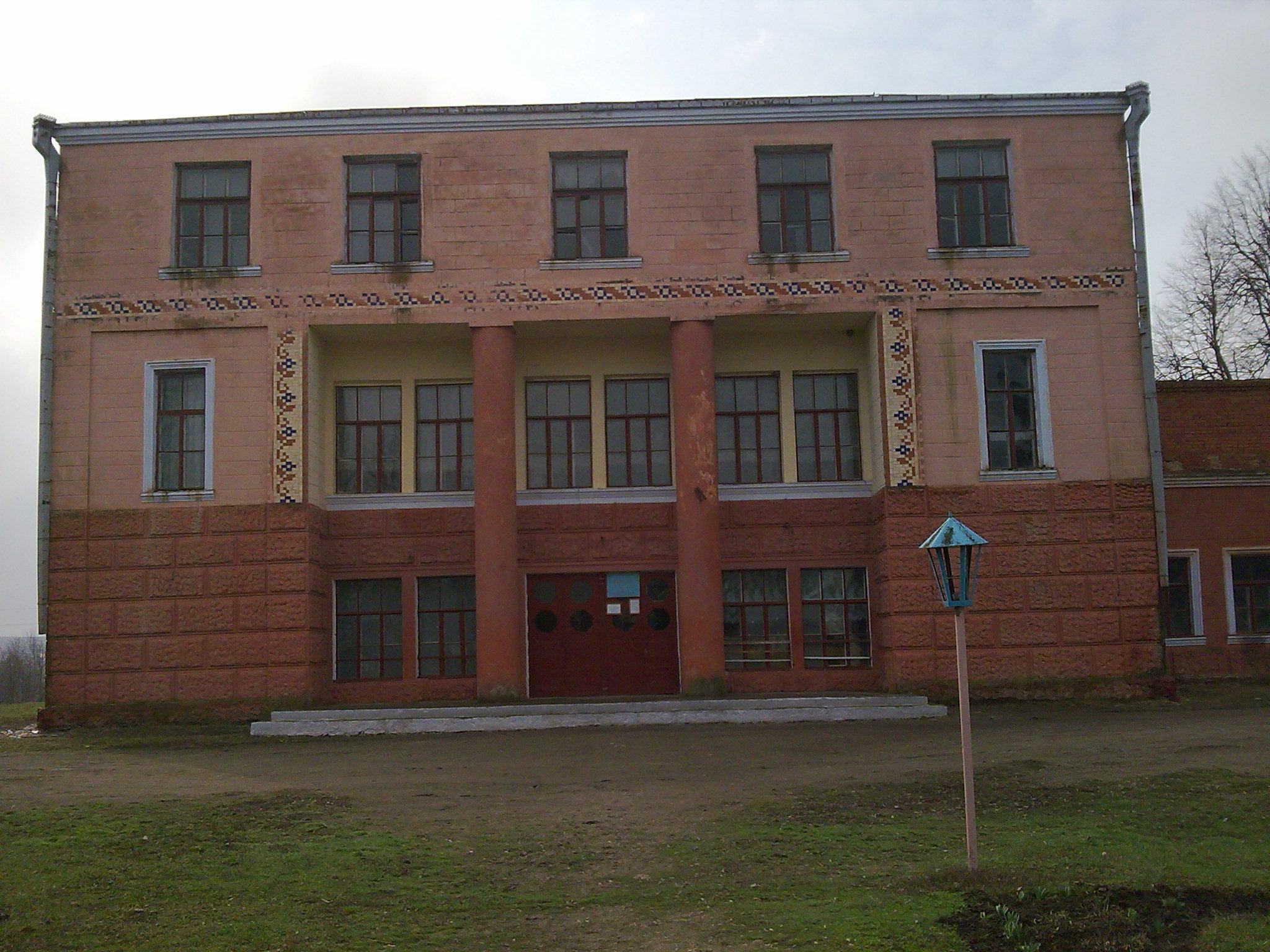
Дом культуры
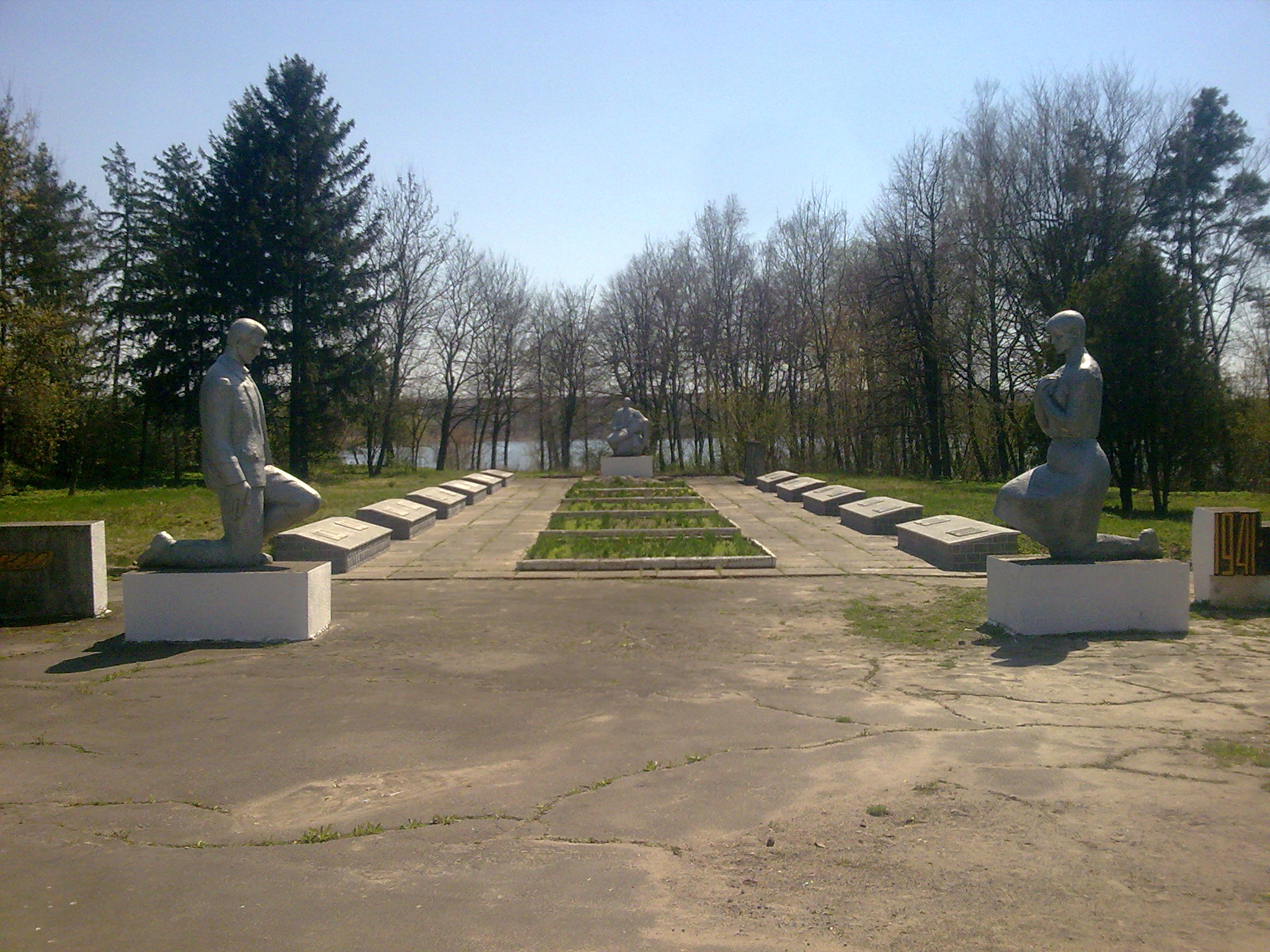
Аллея Славы
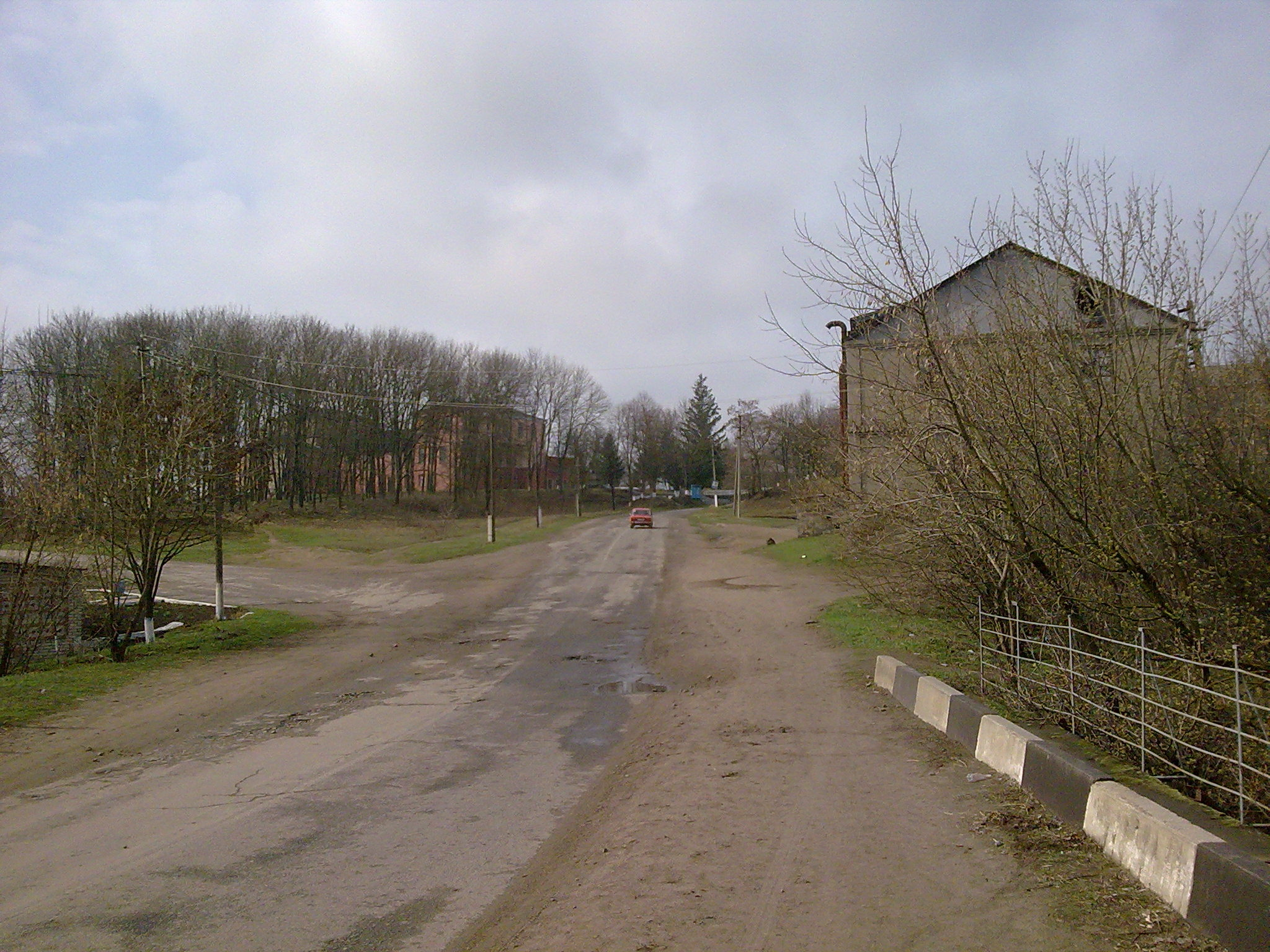
Центральная улица
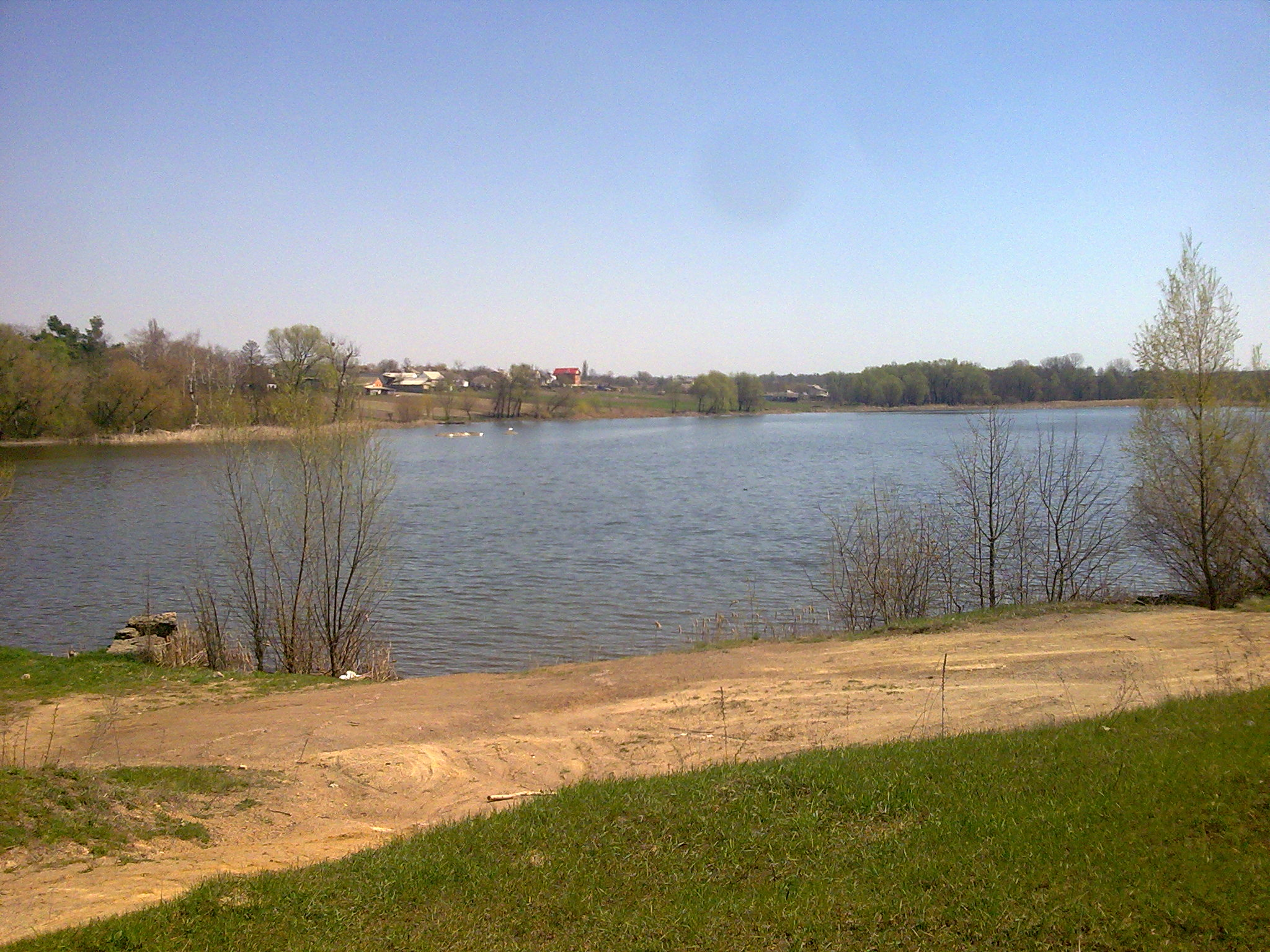
Пруд
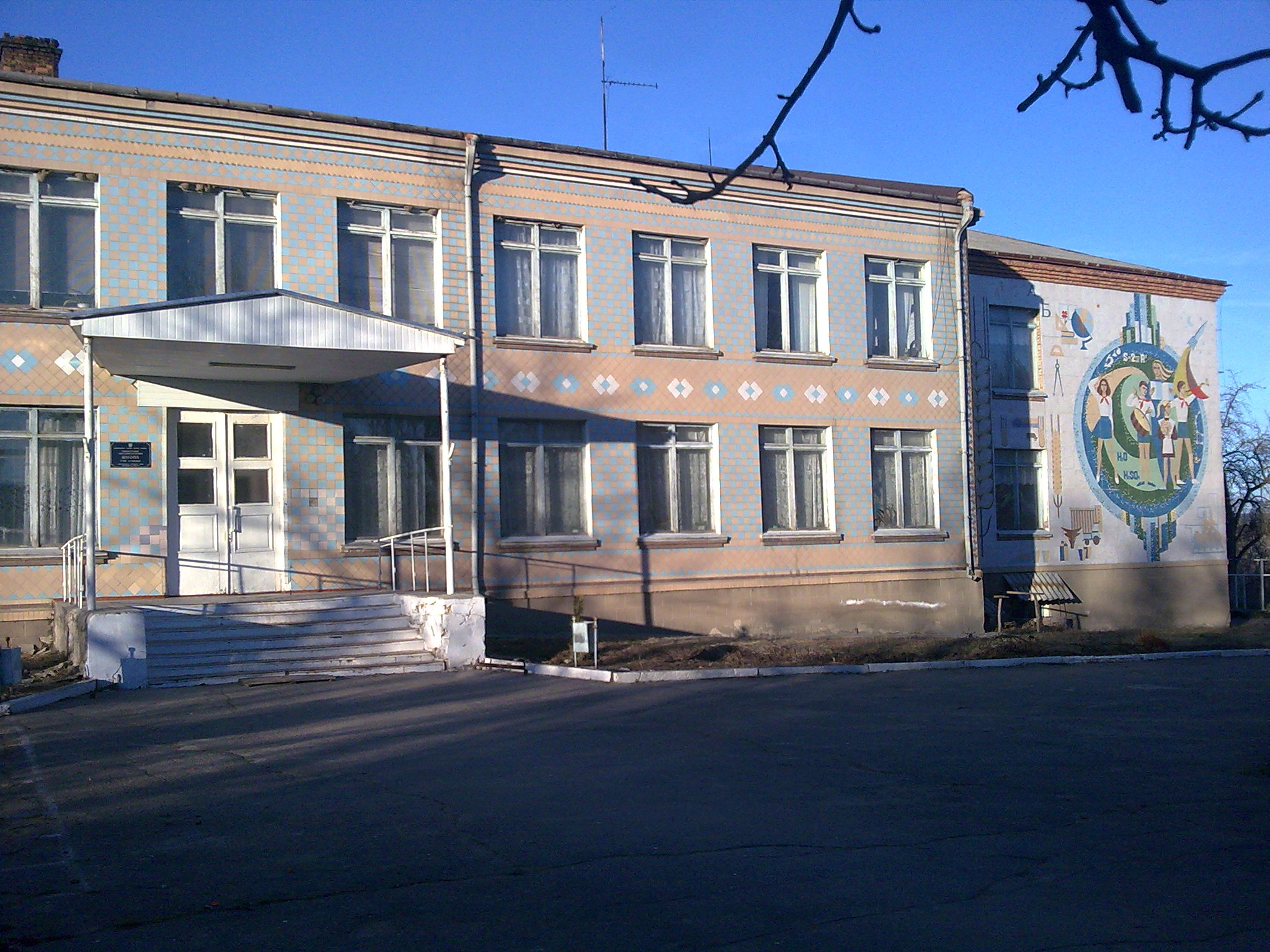
Школа